# Beetley
Beetley is een civil parish in het bestuurlijke gebied Breckland, in het Engelse graafschap Norfolk met 1396 inwoners.